# Ясногородська сільська рада (Вишгородський район)
Ясногородська сільська рада — колишній орган місцевого самоврядування у Вишгородському районі Київської області. Адміністративний центр — село Ясногородка.

## Загальні відомості
Ясногородська сільська рада утворена в 1919 році. Водоймища на території, підпорядкованій даній раді: Київське водосховище.

## Населені пункти
Сільській раді підпорядковані населені пункти:
- с. Ясногородка

## Склад ради
Рада складається з 12 депутатів та голови.

### Керівний склад попередніх скликань
| ПІБ                       | Основні відомості                                                         | Дата обрання | Дата звільнення |
| ------------------------- | ------------------------------------------------------------------------- | ------------ | --------------- |
| Фаріон Костянтин Петрович | Сільський голова, 1957 року народження, освіта вища, безпартійний         | 26.03.2006   | 31.10.2010      |
| Фаріон Костянтин Петрович | Сільський голова, 1957 року народження, освіта вища, член Партії регіонів | 31.10.2010   |                 |

Примітка: таблиця складена за даними джерела